# Mark Allen (triatleta)
Mark Allen (Glendale, 12 de enero de 1958) es un deportista estadounidense que compitió en triatlón.
Ganó nueve medallas en el Campeonato Mundial de Ironman entre los años 1983 y 1995. Además, obtuvo una medalla de oro en el Campeonato Mundial de Triatlón de 1989.

## Palmarés internacional
| Campeonato Mundial | Campeonato Mundial | Campeonato Mundial | Campeonato Mundial |
| Año                | Lugar              | Medalla            | Prueba             |
| ------------------ | ------------------ | ------------------ | ------------------ |
| 1989               | Aviñón (Francia)   | Medalla de oro     | Individual         |

| Campeonato Mundial | Campeonato Mundial     | Campeonato Mundial | Campeonato Mundial |
| Año                | Lugar                  | Medalla            | Prueba             |
| ------------------ | ---------------------- | ------------------ | ------------------ |
| 1983               | Hawái (Estados Unidos) | Medalla de bronce  | Individual         |
| 1986               | Hawái (Estados Unidos) | Medalla de plata   | Individual         |
| 1987               | Hawái (Estados Unidos) | Medalla de plata   | Individual         |
| 1989               | Hawái (Estados Unidos) | Medalla de oro     | Individual         |
| 1990               | Hawái (Estados Unidos) | Medalla de oro     | Individual         |
| 1991               | Hawái (Estados Unidos) | Medalla de oro     | Individual         |
| 1992               | Hawái (Estados Unidos) | Medalla de oro     | Individual         |
| 1993               | Hawái (Estados Unidos) | Medalla de oro     | Individual         |
| 1995               | Hawái (Estados Unidos) | Medalla de oro     | Individual         |